# Stazione di Iwamizawa
La stazione di Iwamizawa (岩見沢駅?, Iwamizawa-eki) è una stazione della città di Iwamizawa situata sulla linea principale Hakodate e la linea principale Muroran, gestita da JR Hokkaido.
L'attuale grande fabbricato viaggiatori risale al 2007, in sostituzione della precedente stazione.
La stazione in passato fu il capolinea della linea Horonai, oggi soppressa.

## Struttura
La stazione è dotata di tre banchine che servono 5 binari.
| 1 | ■Linea principale Hakodate (Locale)            | per Sapporo e Otaru                          |
| 1 | ■Linea principale Muroran                      | per Oiwake e Tomakomai                       |
| 3 | ■Linea principale Hakodate (Local)             | per Sapporo e Otaru per Takikawa e Asahikawa |
| 3 | ■Linea principale Muroran                      | Per Oiwake e Tomakomai                       |
| 4 | ■Linea principale Hakodate (Espressi Limitati) | per Sapporo                                  |
| 6 | ■Linea principale Hakodate (Espressi Limitati) | per Asahikawa, Abashiri, e Wakkanai          |
| 7 | ■Linea principale Hakodate (locali)            | per Takikawa e Asahikawa                     |

## Stazioni adiacenti
| «                         | Servizio                                                                        | »                         |
| Linea principale Hakodate | Linea principale Hakodate                                                       | Linea principale Hakodate |
| ------------------------- | ------------------------------------------------------------------------------- | ------------------------- |
| Kami-Horomui              | Locali                                                                          | Minenobu                  |
| Sapporo                   | Exp. Limitato Super Kamui Exp. Limitato Okhotsk(alcuni) Exp. Limitato Sarobetsu | Bibai                     |
| Sapporo                   | Exp. Limitato Super Sōya Exp. Limitato Okhotsk(alcuni)                          | Takikawa                  |
| Linea principale Muroran  |                                                                                 |                           |
| Capolinea                 | Tutti i treni                                                                   | Shibun                    |